# Žilina

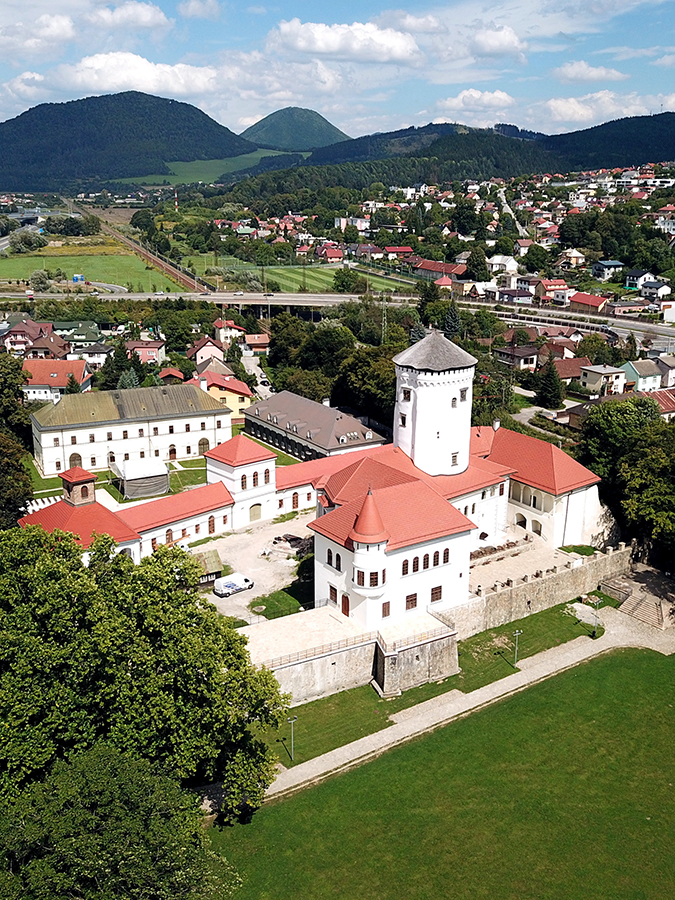
Castillo Budatin, monumento protegido de Eslovaquia

Žilina [ˈʒilina]ⓘ (del húngaro: Zsolna) es una ciudad situada al noroeste de Eslovaquia. Tiene una población estimada, en agosto de 2022, de 81 629 habitantes.
Está ubicada en la confluencia de los ríos Váh, Kysuca y Rajčianka.
Es la cuarta ciudad más grande de Eslovaquia en términos de población.
Se encuentra entre las montañas Malá Fatra, Strážovské vrchy, Súľovské vrchy, Javorníky y Kysucká vrchovina.
En su blasón, sobre una base aceitunada, se encuentran una cruz doble y dos estrellas.

## Demografía
| Año        | 1994   | 2004    | 2014    | 2024    |
| ---------- | ------ | ------- | ------- | ------- |
| Población  | 86 373 | 85 268  | 81 155  | 80 257  |
| Diferencia |        | −1,27 % | −4,82 % | −1,10 % |

| Año        | 2023   | 2024    |
| ---------- | ------ | ------- |
| Población  | 80 634 | 80 257  |
| Diferencia |        | −0,46 % |

Žilina contaba con 85 302 habitantes en 2009, de los que alrededor del 96 % eran de nacionalidad eslovaca.

## Administración
Ján Slota, jefe del Partido Nacional Eslovaco, fue alcalde de la ciudad hasta 2006. En las elecciones de noviembre de 2006 Ivan Harman, del partido SDKÚ, fue elegido como nuevo alcalde. Después de las elecciones en 2010, Ivan Harman fue sustituido por Igor Choma, del partido Smer-SD.
En 2018 resultó electo Peter Fiabáne, independiente.

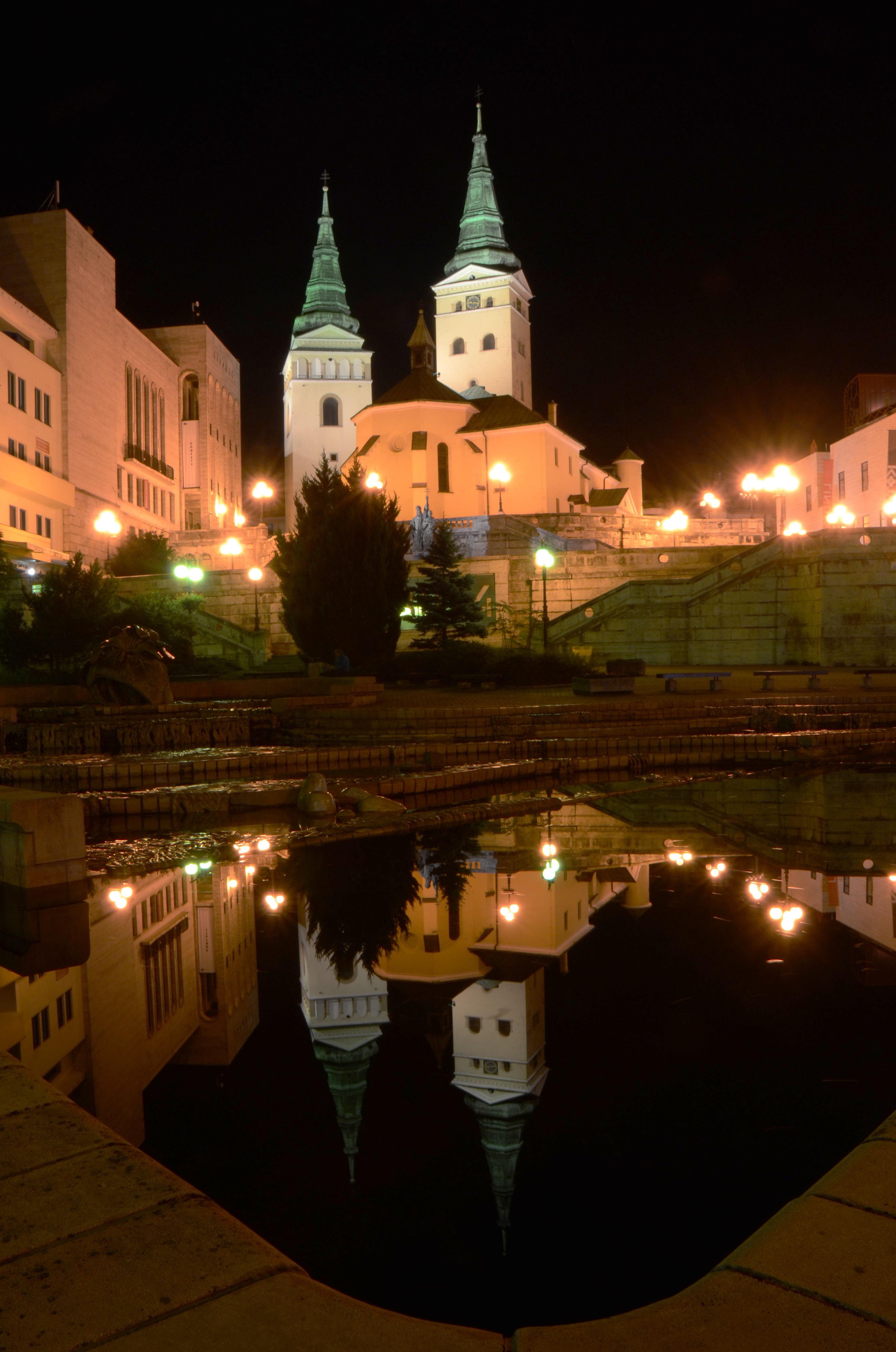
Cathedral de la Santísima Trinidad, monumento protegido de Eslovaquia

## Clima
La temperatura media en julio es de 18 °C y en enero de -4 °C. La ciudad permanece nevada entre 60 y 80 días al año.

## Educación

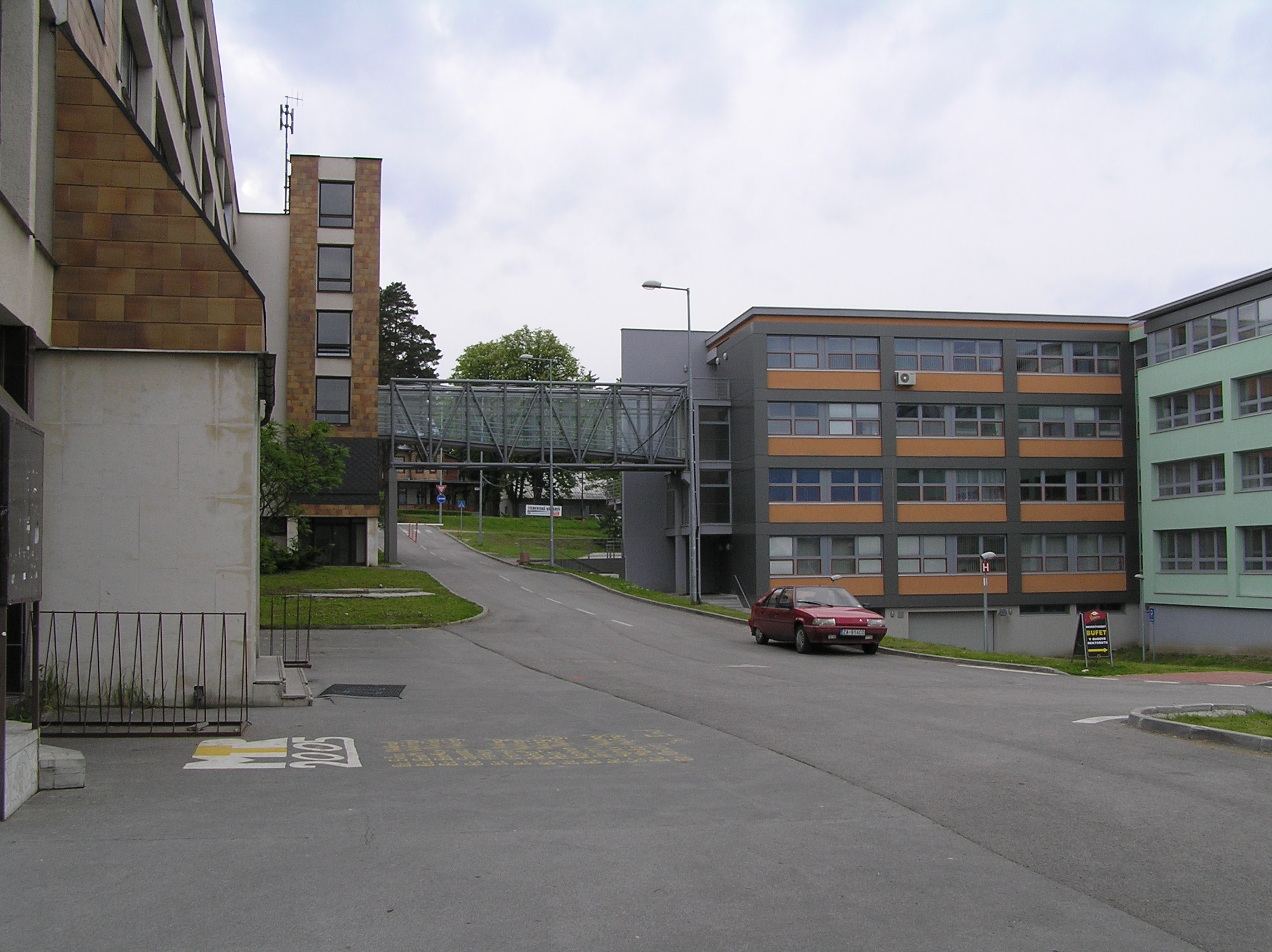
Universidad de Žilina.

En 1960 el Colegio Superior de Transportes se trasladó desde Praga a la ciudad y en 1995 pasó a llamarse Universidad de Žilina.
La universidad está compuesta de siete facultades: Ingeniería Mecánica; Ingeniería Eléctrica y Tecnologías de la Información; Ingeniería Civil; Ingeniería en Seguridad; Ciencias de la Administración e Informática; Humanidades, y Gestión y Economía de Transporte y Comunicaciones. Cuenta con 8000 estudiantes distribuidos en 172 especialidades.
La ciudad cuenta también con una decena de instituciones de educación secundaria, entre ellas el Conservatorio de Žilina, uno de los más grandes de Eslovaquia.

## Economía
Žilina es el centro económico del norte de Eslovaquia. El mayor empleador es la empresa coreana Kia Motors, que tiene una fábrica en la cercana localidad de Teplička nad Váhom. En la ciudad hay una industria química (PCHZ), una industria de papel (Tento) y la industria de transporte y construcción más grande de Europa (Vahostav).

## Transportes
La ciudad está históricamente situada en un cruce de vías ferroviarias en el sentido norte-sur y este-oeste.

## Deportes
El equipo de fútbol MŠK Žilina fue campeón de Eslovaquia tres veces consecutivas, en los años 2002, 2003 y 2004. El equipo de hockey sobre hielo MsHK Žilina fue campeón de Eslovaquia en 2006.
Los hermanos ciclistas profesionales Juraj y Peter Sagan, pertenecientes al equipo Bora-Hansgrohe, son oriundos de la localidad.